# Roman Candle
Albums de Elliott Smith
Elliott Smith
(1995)
Roman Candle est le premier album solo d'Elliott Smith, sorti en 1994, qui participait jusque-là au groupe punk Heatmiser. Cet album a un son dénudé, voire Lo-fi, et très acoustique, caractéristique des trois premiers albums d'Elliott. Il laisse également entrevoir ce qui seront les caractéristiques d'Elliott Smith, tant en ce qui concerne le jeu de guitare que les paroles, souvent déprimées et heureux à la fois.

## Liste des morceaux
1. Roman Candle - 3:37
2. Condor Ave - 3:34
3. No Name #1 - 3:03
4. No Name #2 - 3:34
5. No Name #3 - 3:13
6. Drive All Over Town - 2:36
7. No Name #4 - 2:30
8. Last Call - 4:38
9. Kiwi Maddog 20/20 - 3:40

### Média
- BlamoNet Elliott Smith Image Gallery
- Trash Treasury - Download hub and webforum; largest collection of live recordings on the internet.
- ElliottSmithBsides.com - Unreleased Elliott Smith Demos